# Marek Kotlinowski
Marek Bolesław Kotlinowski (ur. 13 maja 1956 w Gorlicach) – polski prawnik i polityk. Poseł na Sejm IV i V kadencji (2001–2006), w latach 2001–2006 prezes Ligi Polskich Rodzin, w latach 2005–2006 wicemarszałek Sejmu V kadencji, sędzia Trybunału Konstytucyjnego w stanie spoczynku.

## Życiorys

### Wykształcenie i działalność zawodowa
Ukończył studia na Wydziale Prawa i Administracji Uniwersytetu Jagiellońskiego, otrzymując tytuły zawodowe magistra administracji (1980) i magistra prawa (1983).
W latach 1980–1988 był specjalistą ds. umów w Zarządzie Rewaloryzacji Zespołów Zabytkowych Krakowa. Od 1988 do 1990 pracował jako radca prawny w Kopalni Soli w Wieliczce. Następnie był radcą prawnym w Krakowskim Przedsiębiorstwie Robót Telekomunikacyjnych (1990–1995) i w prywatnym biurze prawnym (1995–1997). W 1997 rozpoczął własną praktykę adwokacką.

#### Działalność publiczna
Od 1980 należał do „Solidarności”. W 1991 wstąpił do Stronnictwa Narodowego. W latach 1998–2000 był prezesem okręgu małopolskiego tej partii. Od 2001 do 2006 był prezesem zarządu głównego Ligi Polskich Rodzin.
W latach 1997–1999 był przewodniczącym Rady ds. Rodziny przy wojewodzie krakowskim, później pełnił funkcję członka tej rady.
W wyborach parlamentarnych w 1997 bez powodzenia kandydował do Sejmu z listy Narodowo-Chrześcijańsko-Demokratycznego Bloku dla Polski. W 2001 i 2005 uzyskiwał mandat poselski z listy LPR w okręgu krakowskim (otrzymał kolejno 22 571 i 9421 głosów). Jako poseł IV kadencji pełnił funkcję zastępcy przewodniczącego Komisji ds. Unii Europejskiej, zasiadał też w Komisji Odpowiedzialności Konstytucyjnej. W 2005 został wybrany na wicemarszałka Sejmu V kadencji.
W 2006 podczas prac nad projektem zmiany Konstytucji RP był reprezentantem wnioskodawców (później zastąpił go Dariusz Kłeczek). 27 października 2006 został wybrany przez Sejm na sędziego Trybunału Konstytucyjnego. Złożył ślubowanie 4 listopada 2006; jego kadencja trwała od 6 listopada 2006 do 6 listopada 2015.

## Życie prywatne
Jest żonaty, ma dwoje dzieci.